# Aabenraa Amt
Aabenraa Amt var et dansk amt fra 1920 til 1932. Endvidere var det indtil 1864 et amt i Hertugdømmet Slesvig.
Amtet bestod af tre herreder: Lundtoft, Rise og Sønder-Rangstrup. I 1920 blev størstedelen af Bov Sogn og Frøslev kommune i Hanved Sogn overført fra Flensborg Amt til Aabenraa Amt.
Ved kommunalreformen i 1970 blev amtets sogne inddelt i hhv. Aabenraa, Rødekro, Tinglev, Lundtoft, Bov og Gråsten Kommuner, mens Bedsted sogn blev en del af Løgumkloster Kommune, hvis øvrige sogne lå i Tønder Amt.
Siden Kommunalreformen i 2007 ligner Aabenraa Kommunes udstrækning det forhenværende Aabenraa Amts størrelse, dog blev Gråsten Kommune sammenlagt med Sønderborg.

## Aabenraa-Sønderborg Amt
I 1932 blev Aabenraa og Sønderborg amter lagt sammen til Aabenraa-Sønderborg Amt. Efter Kommunalreformen i 1970 blev Aabenraa-Sønderborg Amt så en del af det nye Sønderjyllands Amt.

## Amtmænd
Denne liste er ufuldstændig; hjælp gerne med at udfylde den.
- 1631-1645: Otto Blome
- 1667-1680: Hans Blome
- 1714-1723: Johann Ludwig von Pincier
- 1723-1752: Christian Albrecht von Massau
- 1752-1756: Joachim Christoph von der Lühe
- 1756-1768: Joachim Ehrenreich von Behr
- 1768-1772: Frederik Vilhelm Wedel-Jarlsberg
- 1773-1773: Frederik Bardenfleth
- 1773-1775: Gustav Frederik Holck-Winterfeldt
- 1775-1802: Samuel Leopold von Schmettau
- 1802-1808: Konrad von Blücher-Altona
- 1808-1829: Otto Johan Stemann
- 1830-1842: Christian Ludvig Tillisch
- 1850-1864: Eugenius Sophus Ernst Heltzen
- 1865-1867: Werner von Levetzau (ikke kgl. udnævnt)

Efter 1920:
- Aabenraa Amt 1920-1932: Kresten Refslund Thomsen
- Aabenraa-Sønderborg Amt 1932-1954: Kresten Refslund Thomsen
- Aabenraa-Sønderborg Amt 1954-1970: Cai Vagn-Hansen